# Ommatoptera picturata
Ommatoptera picturata är en insektsart som först beskrevs av Jean Guillaume Audinet Serville 1838.  Ommatoptera picturata ingår i släktet Ommatoptera och familjen vårtbitare. Inga underarter finns listade i Catalogue of Life.